# Nguyễn Húc
Nguyễn Húc (chữ Hán: 阮頊, 1379 - 1469), còn có tên là Nguyễn Đình Húc, tự Di Tân, hiệu Cúc Trang; là nhà thơ và là quan nhà Lê sơ trong lịch sử Việt Nam.

## Tiểu sử
Nguyễn Húc là người người làng Kệ Sơn (nôm: Cậy Sơn) xã Hiệp Sơn (nay là thôn Kệ Sơn, xã Hoành Sơn, thị xã Kinh Môn, tỉnh Hải Dương). Cha ông là Nguyễn Đình Đỉnh, đỗ Thái học sinh (sau này gọi là Tiến sĩ) thời nhà Trần.
Theo Dư địa chí Hải Dương, thì Nguyễn Húc sinh năm Kỷ Mùi (1379) tại làng Kệ Sơn. Ông là người văn võ song toàn. Khi quân nhà Minh (Trung Quốc) kéo sang xâm lược nước Việt, ông tập hợp lực lượng, chiến đấu lại. Năm 1418, Lê Lợi phất cờ khởi nghĩa ở Lam Sơn, Nguyễn Húc mang toàn bộ lực lượng hưởng ứng(lúc đó ông 39 tuổi) được Lê Lợi phong làm phó tướng, trấn giữ miền Đông Bắc. Sau kháng chiến chống quân Minh thắng lợi, Nguyễn Húc được bổ nhiệm làm Tri phủ ở Bắc Ninh. 
Ông làm quan thanh liêm, chính trực, được nhân dân kính trọng. Khi triều đình nhà Hậu Lê mâu thuẫn nội bộ, một số công thần bị giết oan, ông cáo quan về quê vui thú điền viên. Ông mất năm Kỷ Sửu (1469), thọ 90 tuổi. Hậu Duệ nội tôn, ngoại tôn trải khắp các tỉnh Miền Bắc. Đặc biệt cháu Nội Tôn nghãnh 01,Chi 04 Đời Thứ 24 Nguyễn Đình Hanh khoảng 1850- 1855.Cháu Nội Tôn ngãnh 01,Chi 04,tiểu chi 01 đời thứ 27 khoảng 1926 Nguyễn Đình Xá. Hiện vẫn còn phần mộ. Nhớ công ơn của ông, nhân dân lập đền thờ trên núi Thiên Kỳ, làng Kệ Sơn. Nhà thờ họ và di duệ của ông hiện vẫn còn ở tại đây. Tương truyền, Nguyễn Đình Húc là bạn thân của danh thần Nguyễn Trãi. Sau khi xảy ra vụ án Lệ Chi Viên, ông đã mang di hài Nguyễn Trãi về Kệ Sơn mai táng. Tuy vậy, đến nay vẫn chưa tìm được di tích .

## Sự nghiệp văn chương
Tác phẩm của Nguyễn Húc có: Cưu đài tập (còn gọi là Cưu đài thi tập). Đây là tập thơ văn chữ Hán và chữ Nôm, phần lớn được sáng tác dưới thời thuộc Minh, gồm khoảng 150 bài với nhiều thể thơ: nhạc phủ, từ khúc, cổ phong, thơ luật Đường...và cả ca dao.
Trong tập có bài tựa do Nguyễn Húc viết năm Thuận Thiên thứ 2 (1429) đời Lê Thái Tổ. Hiện nay ở Thư viện Khoa học xã hội (Hà Nội) còn giữ được một bản chép lại, mang ký hiệu A.2132 .
Thơ Nguyễn Húc chất chứa nhiều cảm xúc buồn thương của một kẻ sĩ ẩn dật trong thời mất nước (hơi lạc với âm điệu hùng hồn của thời đại chống Minh) như các bài: "Phong vũ thán" (Than cảnh gió mưa), "Hiểu thán" (Buổi sáng than phiền), "Hàn dạ độc lập" (Một mình trong đêm lạnh), "Phong vũ hối" (Gió mưa mù mịt), v.v...Ông cũng có làm một số bài nói về nỗi cô đơn, lạnh lùng của người khuê nữ, như: "Phong vũ khuê tư" (Nỗi niềm phòng khuê trong mưa gió), "Thu khuê oán" (Nỗi oán phòng khuê mùa thu)...
Và mặc dù có một số bài thơ viết về việc nhà vua đi dẹp loạn, về tình cảm đối với dân, về quan hệ của tác giả đối với bạn hữu...Song nhìn chung, Cưu đài tập rất ít đề cập tới những vấn đề cụ thể về thế sự, dân tâm, về gia cảnh của tác giả…
Về mặt nghệ thuật, thể cách thơ ông đa dạng, phóng túng, ít gò gẫm . Thơ ông có 6 bài thơ được chép trong Toàn Việt thi lục, và 1 bài được chép trong Lịch triều hiến chương loại chí (phần "Văn tịch chí").

## Sách tham khảo
- Trần Văn Giáp, Tìm hiểu kho sách Hán Nôm, mục: "Cưu đài tập". Nhà xuất bản Khoa học xã hội, 2003.
- Bùi Duy Tân, mục từ: "Nguyễn Húc" trong Từ điển văn học (bộ mới). Nhà xuất bản Thế giới, 2004.
- Trần Thị Băng Thanh (chủ biên), Văn học thế kỷ XV-XVII, mục từ: "Nguyễn Húc". Nhà xuất bản Khoa học Xã hội, 2004.
- Nhiều người soạn, Từ điển bách khoa Việt Nam, mục từ "Nguyễn Húc"